# Léopold-François Kowalsky
Léopold-François Kowalsky, né le 8 décembre 1856 à Paris et mort le 13 juillet 1931 à Hardencourt-Cocherel,est un peintre français.

## Biographie

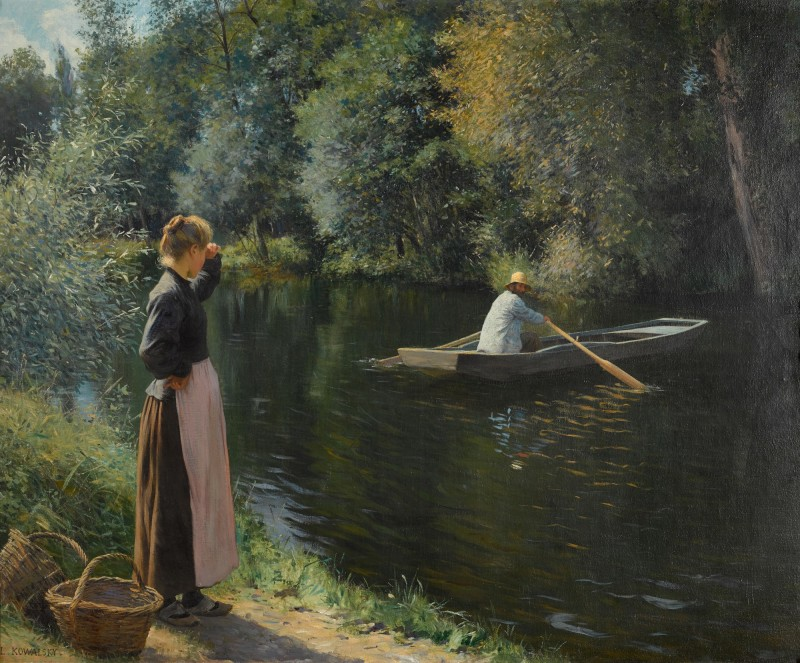

Léopold-François Kowalsky est le fils de Jean-Léon Kowalsky, marchand de pierres fines, et de Fanny Carnesecchi.
Élève de Jacques Pilliard et Henri Lehmann, il intègre les Beaux-Arts de Paris en 1878, puis l'académie Julian. Il débute au Salon parisien en 1881 et devient membre de la Société des artistes français.
En 1886, lors d'un séjour à New York il épouse Marie Joséphine Jeanne Dantare (née à Dijon en 1860).
Il obtient une mention honorable en 1890 et une médaille de troisième classe en 1891.
Au Salon de 1905, il propose le portrait de la jeune milliardaire, Mlle Disston.
En 1912, il emménage dans l'Eure; sa proche famille sera dès lors le seul sujet de sa production artistique. Son fils Maurice Léopold (1883-1915) engagé dans les combats de la première Guerre Mondiale est mort pour la France.
Il meurt à l'âge de 74 ans. Il est inhumé auprès de son fils Maurice Léopold à Hardencourt-Cocherel.